# Cha Du-ri
Cha Du-ri (en hangul, 차두리; nacido el 25 de julio de 1980 en Fráncfort del Meno, Alemania Occidental) es un exfutbolista y actual entrenador surcoreano nacido en Alemania. Jugaba de defensa y su último club fue el F.C. Seoul de Corea del Sur. Actualmente dirige a F.C. Seoul Juvenil.

## Carrera
Nacido en Fráncfort del Meno, Alemania Federal, debido a que su padre, el legendario delantero surcoreano Cha Bum-kun jugara en aquellos años en el Eintracht Frankfurt. Por ende, Du-ri domina con fluidez tanto el idioma alemán como el coreano.

## Selección nacional
Ha sido internacional con la selección de fútbol de Corea del Sur, ha jugado 76 partidos y ha anotado cuatro goles.

### Participaciones en Copas del Mundo
| Mundial                        | Sede                  | Resultado        |
| ------------------------------ | --------------------- | ---------------- |
| Copa Mundial de Fútbol de 2002 | Corea del Sur y Japón | Cuarto lugar     |
| Copa Mundial de Fútbol de 2010 | Sudáfrica             | Octavos de final |

### Participaciones Internacionales
| Torneo                          | Sede           | Resultado   |
| ------------------------------- | -------------- | ----------- |
| Copa de Oro de la Concacaf 2002 | Estados Unidos | Semifinal   |
| Copa Asiática 2004              | China          | 4° de final |
| Copa Asiática 2011              | Catar          | Semifinal   |

## Clubes
| Club                | País          | Año         |
| ------------------- | ------------- | ----------- |
| Arminia Bielefeld   | Alemania      | 2002 - 2003 |
| Eintracht Frankfurt | Alemania      | 2003 - 2006 |
| 1. FSV Maguncia 05  | Alemania      | 2006 - 2007 |
| TuS Koblenz         | Alemania      | 2007 - 2009 |
| SC Freiburg         | Alemania      | 2009 - 2010 |
| Celtic FC           | Escocia       | 2010 - 2012 |
| Fortuna Düsseldorf  | Alemania      | 2012 - 2013 |
| FC Seoul            | Corea del Sur | 2013 - 2015 |